# Dansk Sygeplejeråd
Dansk Sygeplejeråd (i forkortet form DSR) er den faglige organisation, hvis formål er at samle Danmarks sygeplejersker til varetagelse af disses faglige, løn- og ansættelsesmæssige og organisatoriske interesser.
Dansk Sygeplejeråd er en partipolitisk uafhængig fagforening.
DSR var medlem af FTF, men den 1. januar 2019 blev DSR medlem af FH.

## Medlemmer
Dansk Sygeplejeråd forener studerende, ledere og alle andre sygeplejersker i én organisation, som taler sygeplejerskernes sag. Organisationen forhandler overenskomster for sygeplejerskerne og arbejder for at udvikle sygeplejefaget, kvaliteten i sundhedsvæsenet samt sygeplejerskernes karriere- og uddannelsesmuligheder.
I 2019 havde Dansk Sygeplejeråd ca. 77.000 medlemmer.
Organisationens forkvinde er sygeplejerske Dorthe Boe Danbjørg (siden september 2023).[kilde mangler] Herudover tæller formandskabet 1. næstformand Harun Demirtas, mens 2. næstformand er Kristina Robins. Tillige sidder DSR's fem kredsforpersoner, fem kredsnæstforpersoner, formpersonen for Lederforeningen i DSR og repræsentant for de sygeplejestuderendes organisation SLS i hovedbestyrelsen.[kilde mangler] Dansk Sygeplejeråd har formandskabet for Sundhedskartellet.
Under Dansk Sygeplejeråd er endvidere Lederforeningen i DSR, der er faglig organisation for ledende sygeplejersker i Danmark. Medlemmer af Lederforeningen i DSR bliver medlem i kraft af medlemskab af Dansk Sygeplejeråd kombineret med personaleansvar. Lederforeningen blev stiftet i 2007.

### Fagblade
Organisationen udgiver fagbladet Sygeplejersken, som ugentligt udkommer som digitalt magasin og 6 gange om året på print.[kilde mangler] Første udgave blev trykt i 1901 under titlen Tidsskrift for Sygepleje. Herudover udgives ledermagasinet Forkant , der udkommer digitalt fire gange årligt til Dansk Sygeplejeråds ledende medlemmer.

### Emblem
Dansk Sygeplejeråds medlemsemblem illustrerer med et gyldent firkløver i midten, som sygeplejerskerne kan vælge at bære på uniformen eller tøjet. (Læs mere om emblemet neden for).

### Hovedkvarter
I 2005 flyttede DSR ind i DFDS' gamle hovedkvarter, Kvæsthuset, på Sankt Annæ Plads ved Kvæsthusbroen.

## Historie
Initiativet til en standsforening for sygeplejersker blev taget af en ikke-sygeplejerske, Charlotte Norrie, som forinden havde modtaget en kort oplæring i sygepleje på Almindelig Hospital og Dronning Louises Børnehospital.
I juni 1899 deltog Norrie i en kvindekonference i London for at undersøge hvorledes de engelske sygeplejersker havde organiseret sig i British Nurses’ Association. Efter denne konference gik Charlotte Norrie i gang med at etablere Dansk Sygeplejeråd. Ved det stiftende møde blev Norrie valgt som formand, men efterfølgende blev hun anklaget for at have kuppet foreningen og ikke selv havde den nødvendige udddannelse som sygeplejerske til at være medlem af og slet ikke formand for Dansk Sygeplejeråd. Endvidere blev hun kritiseret for at blande sygeplejesagen sammen med kvindesagen.
Konflikten i foreningen blev løst på en ny stiftende generalforsamling i oktober 1899, hvor sygeplejerske Henny Tscherning enstemmigt blev valgt som formand. Med valget af Henny Tscherning blev der lagt distance til kvindesagen, og sygeplejerskernes uddannelse og levevilkår blev foreningens hovedsager. Henny Tscherning var Dansk Sygeplejeråds formand i 28 år indtil hun i 1927 valgte at forlade formandsposten.
Sygeplejerskerne har været involveret i flere strejker gennem tiden, bl.a. i 2008 og i 2021. 

## Emblem
Samme år som Dansk Sygeplejeråd blev stiftet, blev emblem for Dansk Sygeplejeråd udformet. Emblemet udleveres ved medlemskab af Dansk Sygeplejeråd, og er jævnfør Dansk Sygeplejeråd et symbol på dansk sygepleje, der i dag bæres i den næsten samme oprindelige design. Emblemet er rundt med en hvid ring omkring et rødt felt, der indeholder et gyldent firkløver. Den røde farve symboliserer kærligheden som grundlag for arbejdet, firkløveret symboliserer lykke i arbejdet. Endelig er de rød/hvide farver valgt for at symbolisere den danske nationalitet. Emblemet er nummereret og betragtes som personligt for den pågældende sygeplejerske, men er Dansk Sygeplejeråds ejendom, hvorfor emblemet skal tilbageleveres ved udmeldelse af fagforeningen eller ved dødsfald.

## DSR's formand siden 1899
Følgende personer har været formand i Dansk Sygeplejeråd:
| Navn                | Periode                                 |
| ------------------- | --------------------------------------- |
| Charlotte Norrie    | 21. juli 1899 – 5. oktober 1899         |
| Henny Tscherning    | 1899-1927                               |
| Charlotte Munck     | 1927-1932                               |
| Gustava Hjort       | konstitueret juli 1932 – april 1933     |
| Margrethe Koch      | 1933-1934                               |
| Gustava Hjort       | konstitueret september 1934- marts 1935 |
| Elisabeth With      | 1935-1941                               |
| Maria Madsen        | 1941-1968                               |
| Kirsten Stallknecht | 1968-1996                               |
| Jette Søe           | 1996-2000                               |
| Connie Kruckow      | 2000-2009                               |
| Grete Christensen   | 2009-2023                               |
| Dorthe Boe Danbjørg | 2023-                                   |

## Ekstern henvisning
- Den officielle hjemmeside for Dansk Sygeplejeråd.